# Séisme de 2008 à Qechm
 (novembre 2023).
Le contenu est difficilement compréhensible vu les erreurs de traduction, qui sont peut-être dues à l'utilisation d'un logiciel de traduction automatique.
Le séisme de 2008 à Qechm est un tremblement de terre survenu le 10 septembre 2008 dans la province iranienne du Hormozgan au sud de l'Iran. L'épicentre se situe près de Bandar Abbas, ville portuaire qui est le chef-lieu de la province, où un autre tremblement de terre avait causé des dégâts deux ans auparavant. Le séisme mesure 5,9 sur l'échelle de magnitude du moment et 6 sur l'échelle des ondes de surface. Il occasionne 7 morts et 45 bléssés en dévastant jusqu'à 200 villages à travers le sud du pays, mais la ville de Bandar Abbas n'est presque pas quand-même endommagée.

## Contexte
L'Iran se situe dans la zone de collision entre les plaques arabique et eurasienne ; aux alentours de Qechm, le taux de convergence est quasi 25 millimètres par an. Une partie de cette convergence est raccourcit au sein de la ceinture de pli et chevauchement du Zagros, le reste ayant lieu au nord du plateau iranien. L'endroit le plus actif du Zagros est la « ceinture simplement pliée », caractérisé par de grands plis formés au-dessus d'une couche de sel d'Ormuz s'étendant de la fin du Néoprotérozoïque au Cambrien précoce, qui atteint localement la surface dans les crêtes de certains anticlinaux sous forme de diapirs de sel. Les roches sédimentaires au-dessus de la couche de sel se composent d'un conglomérat basal du Cambrien et une épaisse séquence de calcaires qui s'étend du Paléozoïque au Crétacé supérieur, dont l'ensemble est connus sous le nom de « Groupe compétent » puisque leur compétence est relativement élevée, suivis d'une séquence de marnes mécaniquement plus faibles et calcaires interstratifiées du Crétacé supérieur au Miocène inférieur surmontés de grès et conglomérats du Néogène. Existent des preuves d'un détachement de niveau intermédiaire dans certaines couches de plus faibles, conduisant aux plis à plusieurs niveaux stratigraphiques d'avoir de divers emplacements, des orientations ou des longueurs d'onde. Vu les mécanismes focaux et les profondeurs hypocentrales du séisme, le raccourcissement est compensé par un mélange de failles inversées à angle élevé et bassé, soit dans la partie la plus basse de la couverture sédimentaire, soit dans le socle au-desous du sel d'Ormuz.
L'île de Qeshm s'allonge de l'ouest–sud–ouest à l'est-nord-est, parallèle au littoral et à l'orientation régionale des principaux axes de plissement. Excepté un diapir de sel d'Ormuz qui perce jusqu'à la surface à l'extrémité ouest de l'île, celle-ci est formée de sédiments néogènes qui sont affectés par une série de grands plis, principalement anticliaux, présentant des tendances variées dans la partie centrale de l'île. L’axe de l’anticlinal de Laft s’étend principalement du nord-ouest au sud-est, tandis que l’anticlinal de Salakh s’oriente à peu près vers l’ouest-est et l’anticlinal de Suza et le synclinal de Ramkan s’orientent vers le sud-ouest–nord-est. L'île montre des preuves claires d'un soulèvement récent sous la forme de terrasses marines, dont la plus haute terrasse est mesurée 220 mètres au-dessus du niveau de la mer. Le taux de soulèvement est estimé à 0,2 millimètres par an à partir des séries d'uranium datant de l'aragonite des coraux des terrasses.

## Déroulement
Ayant une magnitude de 5,9 sur l'échelle de magnitude du moment, le séisme est le plus grave dans la région depuis 2005. Sa profondeur hypocentrale est estimée à 8 km d'après la modélisation des ondes corporelles. Son mécanisme focal indique une faille inversée avec une petite composante de décrochement, sur deux plans de faille possibles, soit avec un pendage de 43° vers le nord, soit de 52° vers le sud-est.
Le soulèvement associé au séisme, mesuré à l'aide de l'interférométrie SAR, indique une cohérence avec une faille qui n’atteint pas la surface. Un modèle simple de plan de faille d'une largeur de 12,8 km, qui plonge vers le sud-est, correspond raisonnablement au modèle de soulèvement observé. Cependant, le meilleur ajustement aux résultats de la modélisation des ondes corporelles et de l'interférométrie SAR provient d'un modèle avec deux segments de failles contigus, l'un au nord-est avec une orientation de 025°, et l'autre au sud-ouest avec une orientation de 065°, les deux avec un pendage général vers le sud-est. Il est suggéré que ce séisme et celui de 2005 à Qeshm auraient rompu des parties adjacentes de la même faille.

## Dêgats
Le tremblement de terre survient à 15 h 0 heure locale, et est suivie par dix-sept répliques. Le choc principal dure au moins 30 secondes. Selon la BBC, les décès dus à la secousse se sont limités à l'île de Qeshm ; 30 personnes sont blessées. L'île de Qechm rapporte 15 blessés ; les habitations sont construites avec des matériaux résistants au séisme. On ressentit le séisme à travers le sud de l'Iran, y causant des dégâts légers ou modérés. Selon l'échelle de Mercalli, le degré de IV ( léger ) est attribuées à Ajman et Ras el Khaïmah, et celui de III ( faible ) à Abou Dabi, Dubaï et Charjah. Le séisme est également signalé à Doha, capitale du Qatar.
Les principales localités résistent bien au séisme. Depuis l'île de Qechm, on rapporte des pannes de courant et de dégâts mineurs : 100 habitations sont endommagées entre 30% et 50%. A contrario, 200 villages sont dévastés par la vitesse du séisme : des secouristes sont envoyés pour secourir ceux qui sont pris sous les décombres.
Le séisme menace toutes les compagnies pétrolières de Bandar Abbas ainsi qu'au moins une raffinerie hautement productive et coûteuse au moment du tremblement. Par la suite des séismes antérieurs, de nombreuses habitations de la ville sont reconstruites et équipées de conceptions sismiques. La principale raffinerie de pétrole ne subit pas de dégâts, selon Hojjatollah Ghanimifard qui est vice-président des affaires d'investissement de la NIOC à l'époque.
Les effets ont principalement lieu à Qechm, où plusieurs bâtiments sont détruits ; mais aux alentours de Bandar Abbas sont églalement signalés des dégâts mineurs. Tous les 7 décès provenus du séisme se produisent à Qechm et les blessés sont transférés à Bandar Abbas par bateau. On ne signale pas aucun dommage aux installations de l’industrie pétrolière dans la région. Les immeubles de grande hauteur de Dubaï oscille lors du tremblement, provoquant l'évacuation de certains d'entre eux, mais aucun dommage n'est pas signalé.